# Zastave i grbovi hrvatskih županija
Županije u Republici Hrvatskoj mogu imati grb i zastavu, kao simbol. Danas je svih 20 županija i Grad Zagreb (koji ima položaj županije) usvojilo svoj grb i zastavu. Županije koje su imale povijesne uzore grba, vodile su se njima, dok su ostale usvojile nove grbove koji spadaju među primjere suvremenog hrvatskog heraldičkog dizajna.  Dio županija usvojio je i tzv. svečane zastave koje se često odlikuju dodatnom ornamentikom i simbolikom. Županijski grb i zastava utvrđuju se statutom ili statutarnom odlukom uz prethodno odobrenje središnjeg tijela državne uprave nadležnog za lokalnu i područnu (regionalnu) samoupravu (odnosno Ministarstva uprave).

## Grb
Županijski grb mora biti izrađen po pravilima heraldike. Grb se sastoji od štita i sadržaja unutar njega i ne može sadržavati državni grb ili njegov dio (iako tri grba sadrže elemente državnog grba iz povijesnih razloga). Županija, u pravilu, preuzima svoj povijesni grb sa štitom i sadržajem unutar njega.

## Zastava
Za izradu županijske zastave koriste se heraldičke boje: bijela, plava, žuta, crvena i zelena. Županija za izradu zastave koristi, u pravilu, dvije boje, za razliku od gradova i općina koji koriste, u pravilu, jednu boju (Zastava Sisačko-moslavačke županije sadrži tri boje). Na zastavi županije nalazi se grb županije. Grb se nalazi u sredini zastave ili uz koplje. Omjer zastave treba biti 1:2.
Neke županije usvojile su tzv. svečane zastave (gonfalon).

## Pravila isticanja zastava
Ako se zastava županije ističe uz zastavu Republike Hrvatske, tada se županijska zastava nalazi s desne strane gledano s ulice prema zastavama. 
Ako se zastava općine ili grada ističe uz zastavu županije, tada se zastava općine odnosno grada nalazi s desne strane gledano s ulice prema zastavama.
Ako se zastava općine ili grada ističe uz zastavu Republike Hrvatske i zastavu županije tada se zastava županije nalazi s lijeve strane, a zastava grada ili općine s desne strane od zastave Republike Hrvatske gledano s ulice prema zastavama.

## Postupak usvajanja i odobrenja
Za davanje mišljenja u postupku odobravanja grba i zastave županije pri Ministarstvu uprave osnovano je Povjerenstvo, koje ima predsjednika i četiri člana koje čine: pravnik, heraldičar, arhivist, likovni umjetnik i povjesničar (predsjednik je predstavnik Ministarstva uprave). Predsjednika i članove Povjerenstva imenuje ministar uprave na vrijeme od četiri godine. Zadaci Povjerenstva su: davanje ocjene o grbu i zastavi, prikupljanje i obrada izvora i podataka bitnih za donošenje ocjene o grbu i zastavi, stručna pomoć županiji prigodom izrade grba odnosno zastave. Povjerenstvo u odnosu na podnijeti zahtjev ocjenjuje sljedeće elemente: ispravnost navoda u podnesenoj dokumentaciji, odabir i primjerenost simbola, usklađenost rješenja s heraldičkim pravilima, ispravnost opisa grba i zastave i kvalitetu likovnog rješenja. Ocjena se daje u obliku pisanog mišljenja kojim se Povjerenstvo izjašnjava o pojedinim elementima značajnim za ocjenu grba i zastave i o prihvatljivosti rješenja u cjelini. Povjerenstvo pravovaljano odlučuje i odluke donosi većinom glasova svih članova Povjerenstva. Ako Povjerenstvo prilikom razmatranja likovnog rješenja grba i zastave i ocjenjivanja pojedinih elemenata utvrdi određene nepravilnosti, obavijestit će županiju o tim nepravilnostima sa stručnim uputama za njihovo otklanjanje. 
Ministarstvo uprave nakon što dobije mišljenje Povjerenstva u upravnom postupku utvrđuje jesu li ispunjeni svi propisani uvjeti i donosi rješenje kojim se daje ili uskraćuje odobrenje županiji da ima svoj grb odnosno zastavu. 
Nakon odobrenja Ministarstva uprave, odluke o zastavi i grbu pojedine županije objavljuju se u županijskim službenim glasilima. Jedan primjerak odobrenog grba i zastave čuva se u Hrvatskom državnom arhivu.
Na zahtjev županije može se nakon pravomoćnosti rješenja izdati i posebna povelja - grbovnica. Grbovnica se izrađuje u tri primjerka od kojih po jedan dobiva: županija, Hrvatski državni arhiv i Ministarstvo uprave. Grbovnica ima oblik knjige s tvrdim koricama presvučenim plavim samtom s utisnutim državnim grbom na prednjoj strani. U knjizi su četiri lista pergamene ili papira ručne izrade prišiveni za korice ukrasnom vrpcom preko koje se utiskuje pečat Ministarstva uprave pod papirom. Rubovi stranice papira ukrašeni su pleterom, osim prve i zadnje stranice. Na drugoj stranici se u sredini otiskuje županijski grb u bojama, a oko grba na rubovima lista u pleteru slike grbova iz krune hrvatskog državnog grba i to na gornjem dijelu tri, a na donjem dijelu dva s tim da su poredani redom kao u hrvatskom državnom grbu. Na trećoj stranici (prva strana drugog lista) gore u sredini nalazi se hrvatski državni grb primjerene veličine, a ispod toga navodi se tekst rješenja o dodjeljivanju grba primjereno grafički oblikovan. Na četvrtoj, petoj i šestoj stranici navodi se preostali dio teksta rješenja. Na šestoj stranici upisuje se bilješka tijela županije o svečanom proglašenju grbovnice s datumom, pečatom i potpisom župana. Na sedmoj stranici nalazi se pečat Ministarstva uprave otisnut preko papira na krajevima vrpce kojima je knjiga prošivena. Osma stranica, kao i prva ostaje prazna. Za zastavu ne izdaje posebna povelja.

## Pregled županijskih zastava i grbova
| Županija                        | Zastava                                 | Opis | Grb | Opis |
| ------------------------------- | --------------------------------------- | --- | --- | --- |
| Bjelovarsko-bilogorska županija | Zastava Bjelovarsko-bilogorske županije | Zastava Županije sastoji se od dvije boje, u gornjem dijelu oker žute i donjem dijelu zelene. Boje su položene vodoravno i jednakih su širina. U sredini zastave obostrano je smješten grb Županije. | Grb | Grb Županije bjelovarsko-bilogorske povijesni je grb Bjelovarske županije iz 1872. godine, a sastoji se od pravilnog štita koji je vodoravno podijeljen na dva dijela. Gornji dio štita je podijeljen na dva ista polja. U prvom polju se na plavoj podlozi nalazi lik sv. Jurja na konju koji ubija zmaja. Lik sv. Jurja na konju je bijele boje s crvenim plastom dok je zmaj zelene boje. U drugom polju se na crvenoj podlozi nalazi bijeli Andrijin križ. Na donjoj polovici štita smješten je povijesni hrvatski grb. |
| Brodsko-posavska županija       | Zastava Brodsko-posavske županije       | Zastava Županije je plavo-bijelo-plave boje i slijedi boje grba. Središnje plava koso položena greda predstavlja rijeku Savu. Kosa podjela zastave zrači svečanošću i dinamikom. Odnos dužine i širine zastave je 2:1. Na sredini zastave smješten je grb, a visina mu iznosi ½ visine zastave. | Grb | Grb Županije ima oblik pravokutnog štita. U plavom polju, vodoravno blago valovita srebrna greda. Iznad nje pet zlatnih šestokrakih zvijezda (3,2) a ispod zlatna kuna koja trči. Grb simbolizira povijesnu ulogu Brodskog Posavlja, koje je kao dio Vojne krajine predstavljao baš "štit" koji je branio (i obranio) Hrvatsku i Europu od turske najezde. Srebrna greda predstavlja rijeku Savu, koja je simbol plodnosti i bogatstva. Srebrna (bijela) boja ukazuje na moralnu čistoću i poštenje. Pet šestokrakih zvijezda stari su hrvatski simbol (još iz pretheraldičkog doba), simbol je čovjeka i svega što je ljudsko. Kuna označava teritorijalnu i kulturnu pripadnost Brodsko-posavske županije Slavoniji, a samim time i Hrvatskoj.  |
| Dubrovačko-neretvanska županija | Zastava                                 | Zastava Županije je dvobojna, podijeljena vodoravno u dva jednaka dijela: gornja polovina je crvene, a donja bijele boje. Položaj grba Županije je centralni, a obrubljen je zlatnim rubom. Vodoravno kvadriranje grba preklapa se na vodoravni prijelaz crvene i bijele boje zastave. Grb je u dužini zastave u omjeru 1:5. Omjer širine i dužine zastave je 1:2. | Grb | Grb Županije sastoji se od kvadriranog štita sa sljedećom razdiobom: u 1. i 4. polju: naizmjenično poredane 4 crvene i srebrene/bijele grede, od kojih je prva crvena a daju cjelinu od osam naizmjenično crveno-sre-brenih/bijelih greda i dijelovi su povijesnog dubrovačkog grba; u 2. polju: u plavome srebrena/bijela trupica s veslom koja simbolizira neretvanski dio Županije; u 3. polju: u plavome srebrene/bijele korčulanske kule (kompozicija kule ulaza u grad sa stubištem, kulama Kanavelić i Zakrjan). Crta koja omeđuje štit i graniči njegove boje i elemente kao i same dijelove je crne boje. |
| Istarska županija               | Zastava Istarske županije               | Zastava Istarske županije je omjera 1:2, plavo-zelene boje s grbom Županije u sredini. | Grb | U plavome na desno (heraldički) okrenuta zlatna/žuta koza s crvenim papcima i rogovima. |
| Karlovačka županija             | Zastava Karlovačke županije             | Zastava je dimenzija, omjera, visine i širine 2:1. Dvobojna po dužini: gore crvena (bordo), dolje zlatno žuta. U sredini zastave na sjecištu dijagonala nalazi se grb Županije dimenzija 2/3 visine zastave. | Grb | Štit trokutasti u crvenom polju četiri srebrne grede, dolje u plavom sniženom šiljku oklopljeno rame okrenuto u desno drži srebrnu sablju sa zlatnom drškom, iznad zlatna šestokraka zvijezda. |
| Koprivničko-križevačka županija | Zastava Kopivničko-križevačke županije  | Zastava se sastoji od dvije boje, crvene i modre s grbom Županije s obje strane. Zastava je podijeljena četveropartitno i to tako da je prvo polje crveno. Grb Županije obrubljen zlatnim obrubom smješten je na sredini zastave. | Grb | Grb se sastoji od štita. Štit je trouglast. Polje grba je podijeljeno šiljkom. U gornjem dijelu na plavom zlatni križ s tri prečke te dvostruki zlatni ljiljani. Donji dio podijeljen s tri crvene i bijele vodoravne grede u kojem je zlatni pijetao s modrom glavom, krijestom, kljunom, krilom, repom i nogama okrenut na desno. Jedna noga je u zraku a drugom stoji na zelenom trobrijegu. Grb se sastoji od elemenata koji simboliziraju ovu regiju: pijevac kao simbol Podravine i Đurđevca, trobrijeg kao simbol Prigorja, dvostruki križ kao simbol grada Križevaca i dvostruki ljiljan iz grba grada Koprivnice. |
| Krapinsko-zagorska županija     | Zastava Krapinsko-zagorske županije     | Zastava je dvobojna crveno – zlatne boje. Osnovno polje je zagasito crvene boje, a obrubljena je s dvjema zlatnim trakama s gornje i donje strane zastave debljine 1/10 širine zastave. Zastava je dimenzija omjera dužine i širine 2:1. U sredini zastave na sjecištu dijagonala nalazi se grb Županije s obje strane zastave, obrubljen zlatnom trakom. Crvena boja u grbu na zastavi svjetlija je od osnovnog polja zastave. | Grb | Grb ima oblik polukružnog štita koji je okomito podijeljen. Vodoravno štit je podijeljen krunskim rezom tako da su unutar štita dobivena četiri polja. Polja jedan i četiri crvene su boje, a polja dva i tri su zlatne boje. U glavi se nalaze tri šesterokrake zvijezde: prva zvijezda je zlatne boje, druga zvijezda je okomito podijeljena te je lijeva polovica zlatne boje, a desna crvene boje i treća zvijezda je crvene boje. |
| Ličko-senjska županija          | Zastava Ličko-senjske županije          | Zastava Županije je bijelo plave boje. Omjer širine i duljine je 1:2. U sredini zastave na sjecištu dijagonala nalazi se grb Županije. Grb je smješten na bijeloj podlozi, a rubovi štita su zlatne boje. Iznad i ispod grba preko cijele dužine zastave protežu se dvije plave trake, jednako udaljene od grba. | Grb | Grb Županije je u obliku štita. U trokutastom (srcolikom) štitu na plavom polju je zlatni cvijet velebitske degenije (degenia velebitica) koji se sastoji od četiri ovalne, na vrhu blago zaoštrene latice, unutar kojih se nalaze četiri prašnika, a na stabljici se nalaze dva oštra duguljasta listića. |
| Međimurska županija             | Zastava Međimurske županije             | Zastava Županije sastoji se od tri boje: crvene, bijele i plave sa žutom šesterokrakom zvijezdom u sredini plavog polja. | Grb | Grb je oblika polukružnog štita u donjem dijelu i kvadratni u gornjem dijelu. Podijeljen je jednom vodoravnom i jednom okomitom podjelom na tri dijela. Gornji lijevi dio je crvene boje, a gornji desni dio bijele boje. Donji dio grba u kojem se nalazi žuta šesterokraka zvijezda, je plave boje. |
| Osječko-baranjska županija      | Zastava Osječko-baranjske županije      | Zastava Županije je bijelo-plave boje. Na bijeloj površini njenom dužinom protežu se dva usporedna plava polja. Grb Županije položen je u središtu zastave okomito u odnosu na njenu širinu, tako da ulazi u oba plava polja. Odnos širine i dužine zastave je 1:2. | Grb | Grb Županije ima oblik ovalnog u podnožju zašiljenog štita čija je visina u odnosu na širinu 3:2. U crvenom štitu između dvije srebrne grede (rijeke) u plavom polju srebrni je most na tri luka sjedinjen s kulom na kojoj su lučni otvor za vrata i krunište. U gornjem heraldički desnom kutu zlatni je križ, u središtu zlatna šesterokraka zvijezda, a u heraldički lijevom zlatno sidro. U podnožju štita u crvenom polju je zlatna kuna u pokretu u desno. Rub štita je zlatan. |
| Požeško-slavonska županija      | Zastava Požeško-slavonske županije      | Zastava Županije se sastoji od dvije boje: žute i zelene, koje su položene vodoravno. Zelena boja se nalazi na gornjoj i donjoj četvrtini zastave, a žuta u sredini. Omjer širine i dužine zastave je 1 : 2. U sredini zastave, odnosno žutog polja smješten je grb Županije. | Grb | Grb Županije sadrži temeljnu osnovu povijesnog grba Požeške županije iz 18. stoljeća, verificiranog od Marije Terezije 1748. godine, a sastoji se od: plavog štita koji je vodoravno razdijeljen. Na svom gornjem dijelu ima dva lava zlatne boje, koji drže koso u križ, desni sablju, a lijevi žezlo. Na sablji i žezlu nataknuta je na vrhu trolista zlatna kruna. Crveni veo od krune na žezlu valovito leprša prema dolje. Donji dio ima oznake Slavonije, između dviju valovitih rijeka bijele boje, na zelenoj podlozi, a u sredini je kuna u prirodnoj boji u skoku na desno. |
| Primorsko-goranska županija     | Zastava Primorsko-goranske županije     | Zastava Županije je dvobojna sa županijskim grbom u sredini, tako da se središnja točka grba poklapa sa središnjom točkom u kojoj se sijeku dijagonale zastave. Na plavom polju zastave, s gornje i donje strane, na udaljenosti od 1/16 širine same zastave, nalazi se po jedna bijela traka (pruga), široka također 1/16 širine zastave. Omjer širine i dužine zastave je 1:2. | Grb | Grb Županije je na njemačkom štitu, razdijeljen i gore raskoljen tj. ima gore dva manja polja, a u donjoj polovici jedno veće. U prvom polju (lijevom gornjem) je dvadeset naizmjeničnih crvenih i srebrnih (bijelih) kvadrata, raspoređenih tako, da je prvi u lijevom gornjem kutu crven. U drugom polju (desnom gornjem), srebrn (bijel) utvrđeni primorski gradić pred zelenim gorama niježnih vrhova i plavim nebom, nadvišen nadolje ukrštenim zlatnom sabljom i srebrnim topuzom. U trećem (donjem) polju, na plavom, tamnosmeđi jedrenjak podignutih bijelih jedara s hrvatskom trobojnicom na krmenom jarbolu, praćen s lijeva i nadvišen zlatnom Frankopanskom šestokrakom zvijezdom, sve među liticama prirodne boje u bokovima štita. |
| Sisačko-moslavačka županija     | Zastava Sisačko-moslavačke županije     | Zastava je plava, s tankom crvenom i bijelom prugom uz gornji rub (i na okomitoj i vodoravnoj inačici), te s grbom u sredini. | Grb | Grb je okomito raskoljen, desno zelen s rodom, lijevo svjetloplav s mačem okrenutim vrhom nadolje, sve okruženo zlatnim rubom i okrunjen krunom od sedam kula. Kruna je izvedena iz slične krune u grbu grada Siska. Roda je česta ptica u području, a uz rijeku Savu u Županiji je i Park prirode Lonjsko polje čuven po rodama. Mač je simbol odlučnosti stanovništva Županije da se brane, a okrenut nadolje simbolizira spremnost za mir. |
| Splitsko-dalmatinska županija   | Zastava Splitsko-dalmatinske županije   | Zastava Županije je plavo zlatne boje omjera širine i dužine 1:2. Prva trećina uz koplje je zlatna, a dvije trećine su plave. U zlatnom polju zastave nalazi se grb Županije. | Grb | Grb Županije je u plavom polju zlatna kruna kralja Zvonimira s reljefa u krstionici Katedrale sv. Duje u Splitu. |
| Šibensko-kninska županija       | Zastava Šibensko-kninske županije       | Zastava Županije modre je boje (boje mora), pri čijim rubovima teku dvije uzdužne bijele (srebrne) trake, a izrađuje se u omjeru širine i dužine 1:2. U sredini zastave nalazi se grb Županije. Modra boja simbolizira more, a bijele (srebrne) trake rijeku Krku. | Grb | Grb Županije čini štit trokutastog oblika čije polje je crvene boje (boje šibensko-drniške kape). Unutar štita je stilizirana kraljevska kruna iz doba hrvatskih narodnih vladara, koja je žute (zlatne) boje, a ukrasi plave i starohrvatski mač okrenut prema gore, čija drška je žute (zlatne) boje, a oštrica bijele (srebrne) boje. |
| Varaždinska županija            | Zastava Varaždinske županije            | Zastava Varaždinske županije je pravokutnog oblika postavljena tako da se visina i širina odnose 1:2. Polja zastave podijeljena su na pet jednakih vodoravna greda raspoređenih redom: crvena - bijela - crvena - bijela - crvena. Na zastavi je smješten grb Županije i to na lijevoj polovini zastave tako da je os grba od koplja zastave udaljena 0,6 visine zastave, a od kraja zastave 1,4 visine zastave, do koplja. Veličina grba je takva da neznatnim dijelom pokriva gornju crvenu gredu.                                                         | Grb | Županija je preuzela povijesni grb Županije dodijeljen grbovnicom od carice Marije Terezije 1763. godine. Na raščetvorenom poluokruglom štitu: u gornjem lijevom polju crveni zlatni, jednoglavi, raskriljeni orao s krunom na glavi; u gornjem desnom i donjem lijevom polju na plavom između dviju valovitih srebrnih greda, dvije zlatne šesterokrake zvijezde; u donjem desnom polju na crvenom kameni zid srebrne boje sa zatvorenim smeđim vratima iznad kojih se uzdiže kula s kruništem i dva prozora; u srcu štita mali zlatni štit sa zelenim trobrijegom na dnu iz kojeg izrasta smeđi kotač iz kojeg se izdiže jelen prirodne boje.                                                                                                   |
| Virovitičko-podravska županija  | Zastava Virovitičko podravske županije  | Zastava je omjera 1:2 plavo-bijelo-plave boje sa zlatno/žutim obrubljenim grbom Županije u sredini. | Grb | Grb Županije ima sljedeći opis: na crvenome između dvije srebrno/bijele grede kuna u trku, gore zlatno/žuta šesterokraka zvijezda, dolje zlatno/žuto sidro. |
| Vukovarsko-srijemska županija   | Zastava Vukovarsko-srijemske županije   | Zastava Županije je dimenzija 200x105 cm. Čine je uzdužne pruge širine 15 cm naizmjence zlatno-žute i bijele boje. Početne i završne pruge su zlatno-žute boje. Donji rub zastave je nazubljen (zlatno-žute pruge su duže 15 cm od bijelih i čine resu u obliku kvadrata dimenzije 15:15 cm). U sredini zastave je grb Županije širine 41 cm, visine 46 cm. Grb je udaljen 32 cm od lijevog i desnog ruba zastave, a od gornjeg ruba zastave je udaljen 70 cm. Najkasnije od oko 2000. godine uvedena je u upotrebu i klasična vodoravna pravokutna zastava. | Grb | Grb Županije je u osnovi povijesni grb Srijemske županije iz 1748. godine. U obliku je štita na modroj podlozi, na kojoj su tri rijeke predstavljene trima horizontalnim prugama jednake širine u srebrnoj boji (Dunav, Bosut i Sava) u središnjem dijelu na zelenoj podlozi odmara se jelen sa zlatnim kolutom oko vrata, a iza jelena lijevo raste slavonski hrast (simboli prirodnog bogatstva ovog kraja). |
| Zadarska županija               | Zastava Zadarske županije               | Zastava Županije je pravokutnog oblika s omjerom duljine stranica jedan prema dva i kopljem uz kraću stranicu. Zastava je dvobojna u jednakim omjerima boja, podijeljena valovitim rezom, gore bijele, a dolje plave boje. U sredini zastave nalazi se grb Županije obrubljen zlatnim/žutim rubom, visine jednake dvjema trećinama dužine kraće stranice. | Grb | Grb Županije ima oblik štita. Grbovni je štit podijeljen na dva polja. U plavom donjem polju štita je srebrna/bijela crkvica Sv. Križa, a u gornjem dijelu, u glavi štita, u srebrnom/bijelom polju je zelena grančica masline sa zlatnim/žutim plodovima. Crta koja omeđuje štit i graniči njegove boje i elemente, kao i same dijelove je crne boje. |
| Zagrebačka županija             | Zastava Zagrebačke županije             | Zastava je omjera 1:2. Sastoji se od 5 vodoravnih pruga naizmjenično zeleno-bijele boje. | Grb | Grb Zagrebačke županije je grb koji se podijeljen na 5 dijelova. U središnjem dijelu grba nalazi se izvor koji simbolizira izvor Manduševac koji se nekada nalazio na središnjem zagrebačkom trgu. Ostali elementi na grbu se temelje na grbovima Hrvatske (šahirani grb), Slavonije (kuna) i Dalmacije (leopard). Zeleno-bijele linije u donjem lijevom dijelu predstavljaju rijeke Savu i Kupu, a to se tako tumači još od vremena kada je carica Marija Terezija dodijelila po prvi put grb županiji. Linije su tada bile valovite. |
| Grad Zagreb                     | Zastava Grada Zagreba                   | Zastava omjera 1:2 plave je boje sa žuto obrubljenim grbom grada u sredini. | Grb | U plavome polju na zelenome brijegu nalazi se srebrni/bijeli grad s trima kulama i otvorenim zlatnim/žutim vratima; gore desno zlatna/žuta šesterokraka zvijezda, gore lijevo srebrni/bijeli polumjesec. |

## Povezane stranice
- Hrvatske županije
- Hrvatska zastava
- Grb Hrvatske
- Heraldika
- Veksilologija

## Vanjske poveznice
|  | Zajednički poslužitelj ima još gradiva o temi Zastave hrvatskih županija |
|  | Zajednički poslužitelj ima još gradiva o temi Grbovi hrvatskih županija  |